# Sylvia Hoeks

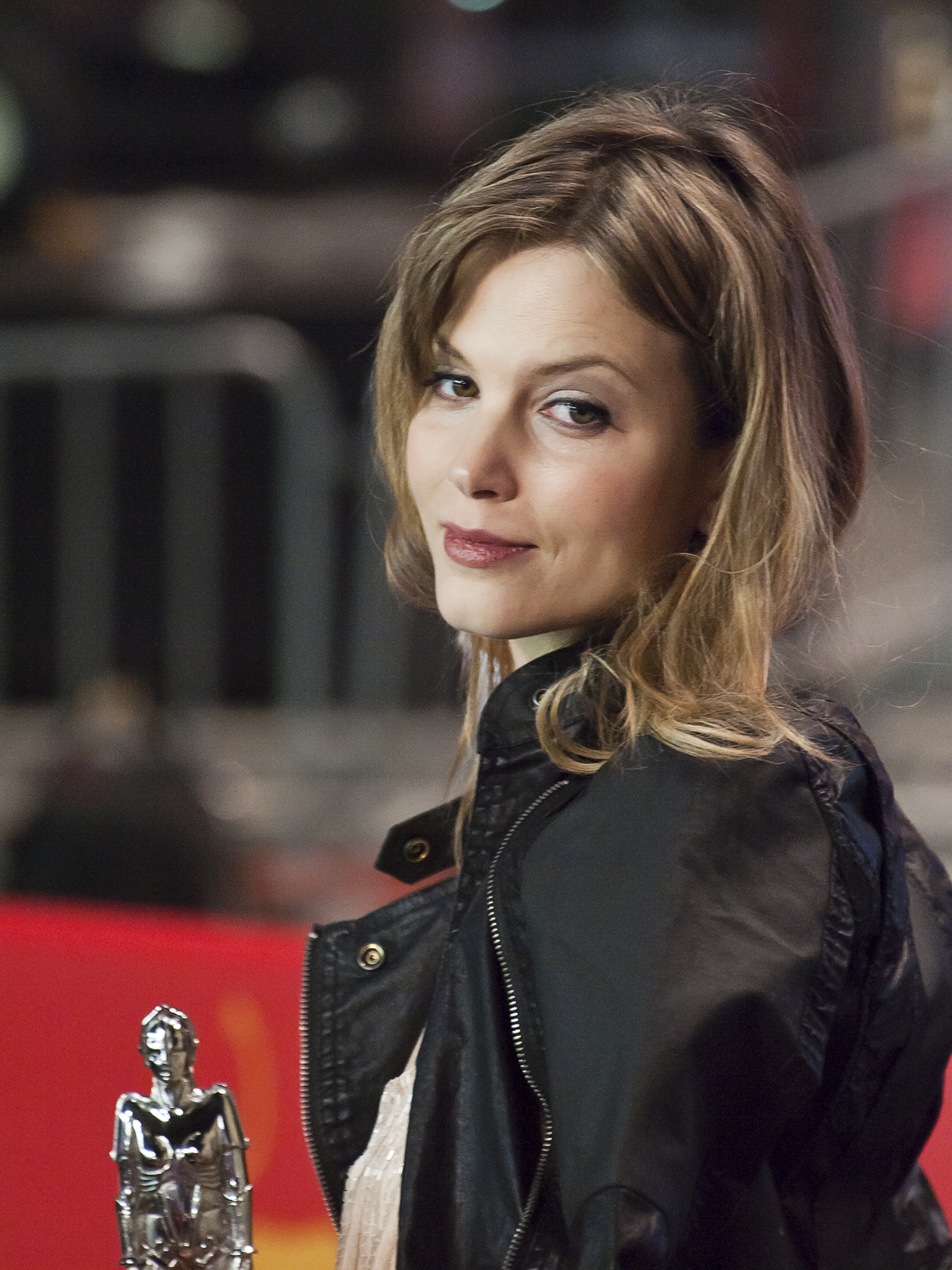
Sylvia Hoeks na festiwalu w Berlinie (2011)

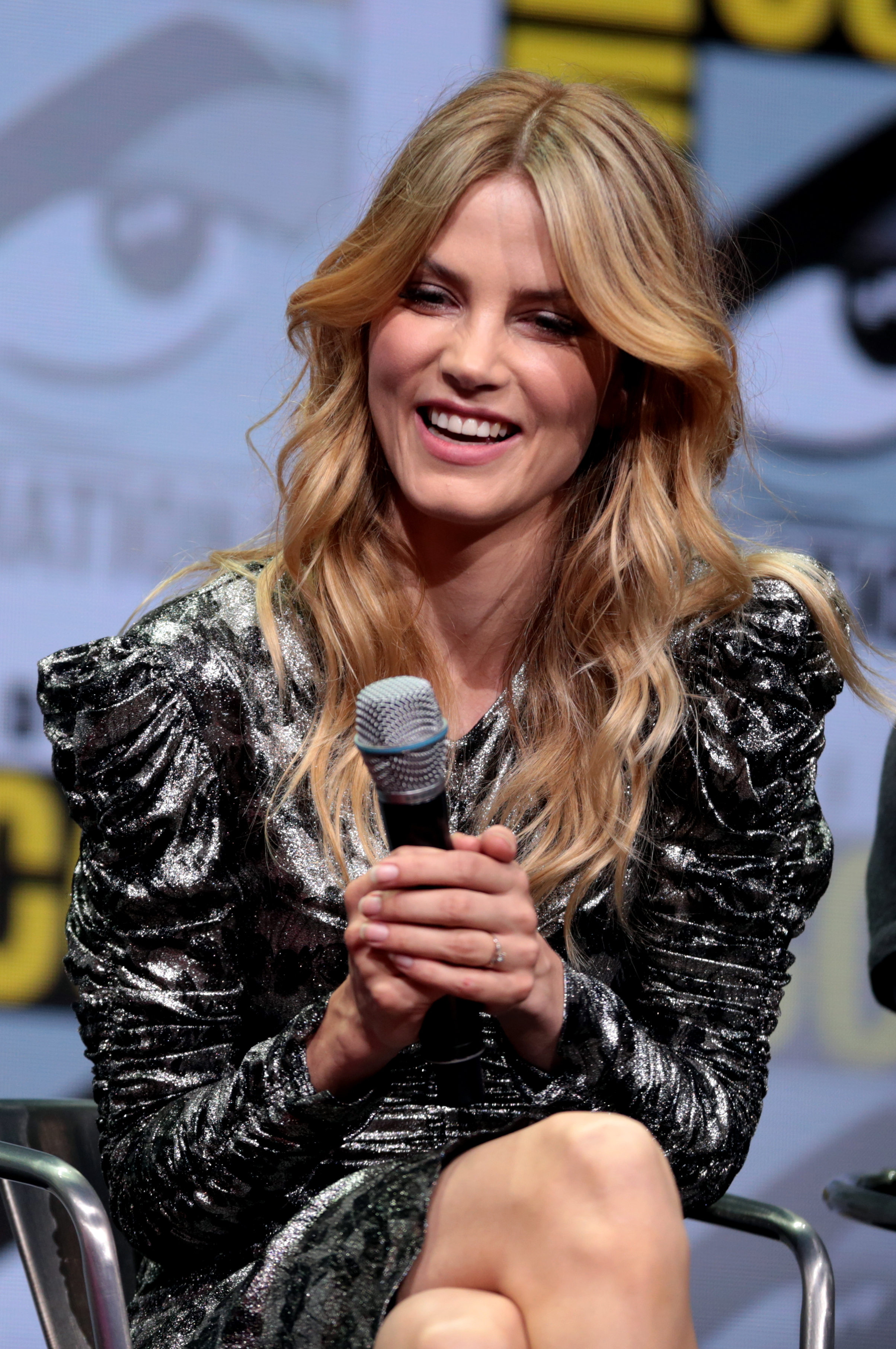
Sylvia Hoeks (2017)

Sylvia Gertrudis Martyna Hoeks (ur. 1 czerwca 1983 w Maarheeze) – holenderska aktorka, która grała m.in. w filmie Blade Runner 2049.

## Filmografia

### Filmy
| Rok                              | Tytuł | Rola               | Uwagi           |
| -------------------------------- | ----- | ------------------ | --------------- |
| Frankie                          | 2005  | Rumina             |                 |
| Duska                            | 2007  | The Girl           |                 |
| Tiramisu                         | 2008  | Vanessa            |                 |
| De storm                         | 2009  | Julia              |                 |
| Caresse                          | 2009  | Caresse            | krótkometrażowy |
| The Story of John Mule           | 2010  |                    | krótkometrażowy |
| Tirza                            | 2010  | Tirza              |                 |
| Het bezoek                       | 2010  |                    | krótkometrażowy |
| Dominique                        | 2010  | Dominique          | krótkometrażowy |
| Gangi z Oss                      | 2011  | Johanna van Heesch |                 |
| Vatertage - Opa über Nacht       | 2012  | Debbie             |                 |
| Dziewczyna i śmierć              | 2012  | Elise              |                 |
| Koneser                          | 2013  | Claire Ibbetson    |                 |
| Bro's Before Ho's                | 2013  | Anna               |                 |
| All Those Sunflowers             | 2014  | Marieke            | krótkometrażowy |
| Follow Me Down                   | 2017  | Lee                | krótkometrażowy |
| Whatever Happens                 | 2017  | Hannah             |                 |
| Renegaci                         | 2017  | Lara Simic         |                 |
| Blade Runner 2049                | 2017  | Luv                |                 |
| Potępieńcy                       | 2018  | Leigh              |                 |
| Dziewczyna w sieci pająka        | 2018  | Camilla Salander   |                 |
| The Journey                      | 2019  | The Blonde         | krótkometrażowy |
| Plan A                           | 2021  | Ana                |                 |
| Oak Thorn & The Old Rose of Love | 2022  | Lady of The Lake   | krótkometrażowy |
| Berlin Nobody                    | 2024  | Nina               |                 |

### Seriale telewizyjne
| Rok                      | Tytuł      | Rola             | Uwagi       |
| ------------------------ | ---------- | ---------------- | ----------- |
| Nya tider                | 1999–2001  | Anna Gripenhielm | 54 odcinków |
| Gooische vrouwen         | 2006       | Lucy             | 4 odcinki   |
| Vuurzee                  | 2005–2009  | Sonja Looman     | 24 odcinki  |
| t Schaep met de 5 pooten | 2009, 2013 | Ellie de Beer    | 3 odcinki   |
| Bloedverwanten           | 2010–2014  | Antje Zwager     | 24 odcinki  |
| Overspel                 | 2011–2015  | Iris             | 32 odcinki  |
| Berlin Station           | 2016       | Claudia Gartner  | 2 odcinki   |
| See                      | 2019–2022  | Queen Kane       | gł. rola    |